# Rudolf Wall

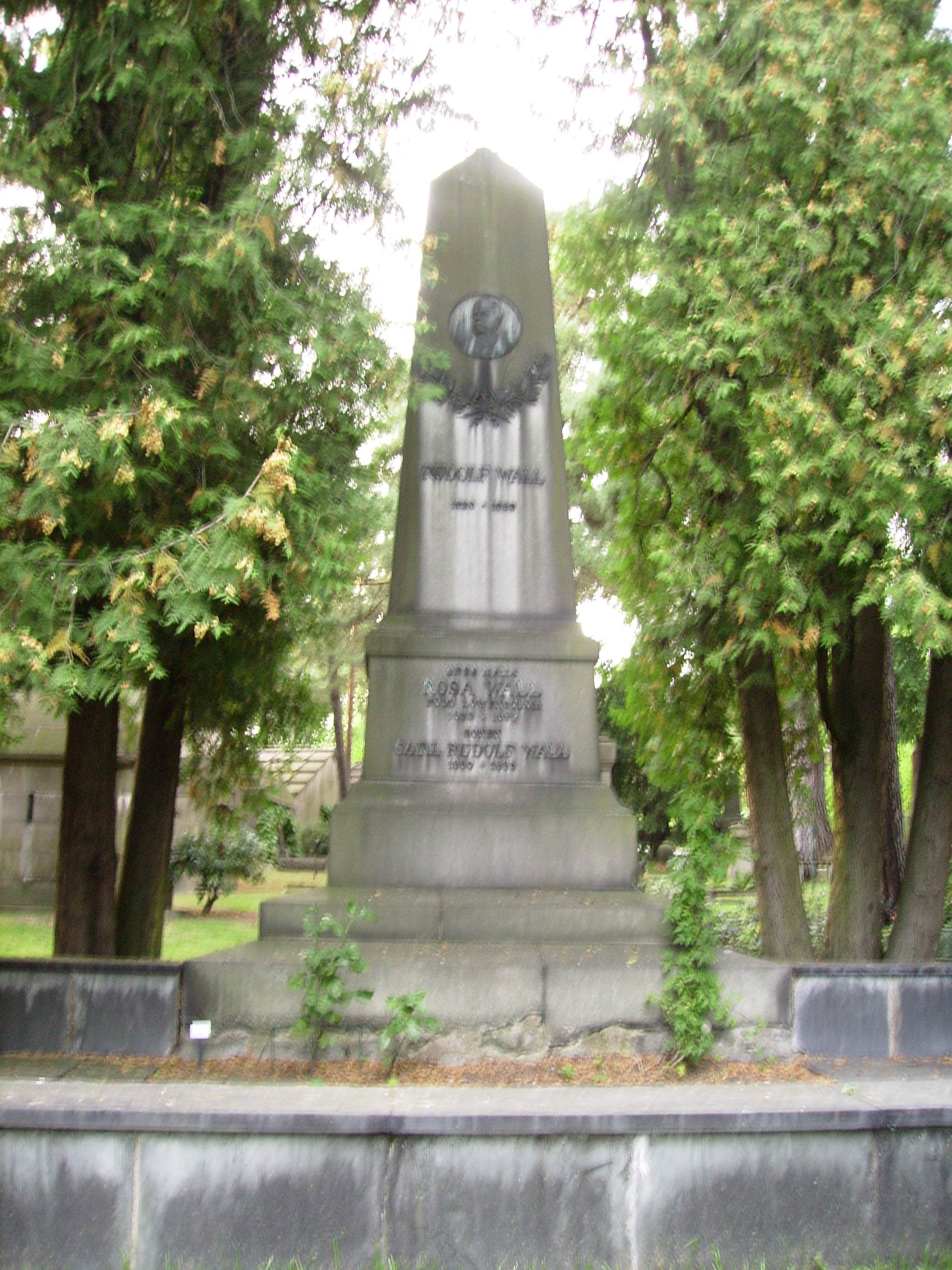
Rudolf Walls gravvård på Norra begravningsplatsen i Stockholm.

Axel Rudolf Mauritz Wall, född 19 januari 1826 i Stockholm, död 20 augusti 1893 i Hedvig Eleonora församling i Stockholm, var en svensk tidningsman och grundare av Dagens Nyheter. 

## Biografi
Rudolf Wall var son till sjömannen Erik Gustaf Saxholm och Johanna Fredrika Chagelin. Han växte upp under enkla förhållanden, huvudsakligen med modern. Efter privatundervisning kom han i kontakt med Lars Johan Hierta hos vilken han blev kontorspojke 1838. Vid sidan av arbetet studerade han. Hos Hierta avancerade Wall, och fick så småningom även arbeta vid redaktionen. År 1846 övertog han ett boktryckeri som han arrenderat i två år, och fick namnet Wallska tryckeriet. Under Wall blev företaget framgångsrikt, och 1847 kunde han starta Söndagstidningen, och året därefter Veckoskrift för barn och ungdom. Framgången ledde till att Wall fick burskap i Stockholm 1858, det vill säga att han erkändes som stadens borgare. 
Misslyckade affärer med brännvin innebar att Wall 1859 begärdes i konkurs. För att försörja sin familj började han då en journalistisk bana, först vid Göteborgs Handels- och Sjöfarts Tidning, och sedan kom han åter till Aftonbladet. Därtill grundade han Sveriges handelskalender, samt översatte politisk litteratur.
Det fanns ingen morgontidning i Sverige när Rudolf Wall grundade Dagens Nyheter 1864, där han skulle bli ansvarig utgivare och chefredaktör till 1889. 1874 ombildades företaget till ett aktiebolag, Dagens Nyheter ab, och Wall var dess förste styrelseordförande, vilket han förblev till sin död.

### Familj
Wall gifte sig 1852 med Rosa Löwenström (1830–1897). Han är begravd på Norra begravningsplatsen i Solna kommun.